# Житомирський повіт (Київське воєводство)
Житомирський повіт (пол. Powiat żytomierski) — адміністративно-територіальна одиниця Київського воєводства в роки з 1471 по 1569 у складі Великого князівства Литовського, з 1569 по 1793 — Корони Польської Речі Посполитої.

## Адміністративно-територіальний устрій
Адміністративний центр — місто Житомир.
Повіт був не лише адміністративною, але й управлінською, судочинною, податковою, та військовою одиницею. Важливі рішення приймались у повітовому центрі на зібраннях, які мали назву «сеймик», шляхом голосування шляхтичів-землевласників. Збори скликались універсалом короля або ж повітового урядника — старости.
Після Андрусівського перемир'я 1667 року, Житомир стає центром усього Київського воєводства

## Основні населенні пункти
- Бердичів;
- Коростень
- Коростишів;
- Миропіль;
- Паволоч;
- Слободище;
- Троянів;
- Ушомир;
- Чуднів;
- Янушпіль.